# Драгинич, Григорий Иванович
Григо́рий Ива́нович Драги́нич (Гришко Драгинич (Хрумко); Яней Драгинич; Иван Грединович; укр. Григорій Іванович Драгинич; ? — ?) — украинский казак, гетман правобережной («ханской») Украины в 1689—1692 годах.

## Биография
Достоверных данных о дате рождения и смерти Драгинича — не имеется.Согласно Рубану ("Краткая история Малой России", стр.140), был гетманом в 1685 году. Согласно тому же источнику, умер от безмерного употребления алкоголя.
Был гетманом Украины с резиденцией в Немирове. В 1689 году на резиденцию Гришка напал Семён Палий, попавший в результате этого нападения в польский плен.